# The Promise Ring
The Promise Ring fue una banda estadounidense de rock alternativo formada en Milwaukee, Wisconsin por Davey von Bohlen en 1995, como proyecto paralelo a la banda que pertenecía por aquel entonces, Cap'n Jazz. Sin embargo, el éxito de Promise Ring fue superior a la otra banda, que se desintegró con la marcha de VonBohlen.

## Discografía
Álbumes
- 30° Everywhere (1996, Jade Tree)
- Nothing Feels Good (1997, Jade Tree)
- Very Emergency (1999, Jade Tree)
- Wood/Water (2002, ANTI-)

EPs
- Watertown Plank b/w Mineral Point (1995, Foresight)
- Falsetto Keeps Time (1996, Jade Tree)
- The Horse Latitudes (1997, Jade Tree)
- Boys + Girls (1998, Jade Tree)
- Electric Pink (2000, Jade Tree, Burning Heart)

## Videografía
Videos musicales
- "Why Did Ever We Meet?" (1997)
- "Emergency! Emergency!" (1999)
- "Stop Playing Guitar" (2002)

## Miembros
- Davey von Bohlen - cantante y guitarra
- Jason Gnewikow - guitarra
- Dan Didier - batería
- Scott Beschta - bajo